# Bernhard Fernow
Bernhard Eduard Fernow, född 7 januari 1851 i Hohensalza, provinsen Posen, död 6 februari 1923 i Toronto, var en tysk-amerikansk skogsman.
Fernow fick skoglig utbildning i Tyskland och flyttade 1876 över till USA, där han 1886 blev chef för skogsavdelningen i jordbruksdepartementet. Under hans chefskap avsattes stora områden "public lands" i västra delarna av USA som kronoparker. Åren 1898-1903 var han rektor för skogsavdelningen vid Cornell University i Ithaca. År 1906 organiserade han ett särskilt skogsdepartement i Pennsylvania, och 1909-20 var han professor i skogsskötsel vid University of Toronto. 
Fernow var grundläggare av den stora amerikanska skogsvårdsföreningen och utgav 1902-16 den kända tidskriften "Forestry Quarterly" och var från 1917 huvudredaktör för denna tidskrifts fortsättning, "Journal of Forestry". Han lade grunden till den amerikanska skogsvården och var den förste egentlige författaren i Amerika på det skogliga området. Förutom en mängd artiklar i ovannämnda tidskrifter utgav han tre vida kända handböcker: Economics of Forestry (andra upplagan 1902), History of Forestry (1910) och Forest Conditions of Nova Scotia (1912).